# Ledige Mütter
Ledige Mütter ist ein 1927 entstandenes, deutsches Stummfilmdrama von Fred Sauer mit Helga Thomas und Margarete Schlegel in weiblichen Hauptrollen. Ihnen zur Seite stehen Werner Fuetterer und Walter Slezak in den männlichen Hauptrollen.

## Handlung
Die Geschichte handelt von jungen Frauen, die Kinder geboren haben oder demnächst zur Welt bringen, ohne mit den entsprechenden Vätern verheiratet zu sein, was zur Entstehungszeit des Films (Ende der 1920er Jahre) noch ein handfester Skandal war. Im Zentrum des Geschehens steht Inge Holm, die als Stenotypistin in einem Versicherungsbüro arbeitet. Nach langem Suchen hat sie endlich ein Zimmerchen in einer Pension gefunden. Ihr Zimmernachbar heißt Klaus Brinken und ist von Beruf Ingenieur. Beide verlieben sich ineinander und schlafen miteinander. Klaus verhält sich ihr gegenüber anständig, er will sich fortan um seine große Liebe kümmern. Um dafür das notwendige finanzielle Fundament zu schaffen, nimmt er eine Stelle seiner Firma im fernen Mexiko an. Dies allerdings wird ihn und Inge mehrere Jahre lang trennen. Als er und seine Liebste Abschied voneinander nehmen, sagt Inge ihm nicht, dass sie von ihm schwanger geworden ist. Um in dieser Situation nicht allein dazustehen, bittet Inge, nachdem sie aus ihrer Pension aufgrund ihres „Zustands“ herausgeworfen wurde, ihre Freundin Martha, bei ihr und deren Mutter unterkommen zu dürfen.
Martha Walter ist bereits Mutter und wurde von ihrem Liebhaber, einem Bildhauer und dem Vater des Kindes, der sich durch diese Situation überfordert fühlte, einst verlassen. Ihr wurde überdies aufgrund ihrer unehelichen Schwangerschaft gekündigt. Inge berichtet Klausens bestem Freund von ihrem anstehenden „Mutterglück“, und beide kommen darin überein, Klaus in der Ferne nichts davon mitzuteilen, sonst würde er nämlich nach Deutschland heimkehren und gegenüber seinem Chef vertragsbrüchig werden. Derweil ist Brinken in der Ferne zugetragen worden, dass Inge ihm untreu und dadurch schwanger geworden sein soll. Vollkommen durcheinander tritt er sofort die Heimreise an, um bei Inge nach dem Rechten zu sehen. Dort angekommen muss er sehen, dass sein bester Freund an Inges Seite steht, seine Liebste mit einem Baby in den Armen. Er zählt eins und eins zusammen und glaubt nun, dass Inge ihn mit seinem besten Freund, der jedoch mittlerweile Marthas Galan ist, betrogen habe müsse. Zutiefst entsetzt und getroffen, läuft Klaus davon. Martha eilt ihm nach und klärt ihn über die wahren Umstände auf. Es kommt zur Versöhnung zwischen den beiden Liebenden.

## Produktionsnotizen
Ledige Mütter entstand im Dezember 1927 im Berliner Grunewald-Atelier, passierte die Filmzensur am 10. Februar 1928 und wurde vier Tage darauf in Berlins Primus-Palast uraufgeführt. Die Länge des mit Jugendverbot belegten Streifens betrug 2485 Meter, verteilt auf sechs Akte. 
Georg M. Jacoby übernahm die Produktionsleitung, die Filmbauten gestaltete Willi A. Herrmann.

## Kritiken
Im Tagblatt heißt es: „In wahrhaft erschütternder Weise werden uns in dem deutschen Sittenfilm „Ledige Mütter“ die Schicksale zweier Bureaufräuleins vorgeführt. (…) Das treffliche Zusammenspiel von Helga Thomas, Marg. Schlegel, Werner Fuetterer und Walter Slezak erzielt große Wirkung und macht diesen lebenswahren „Film“ sicherlich sehr sehenswert.“
Das Kleine Blatt schrieb: „Das nach wie vor brennende Problem der unehelichen Mutterschaft bildet den Kernpunkt der Handlung in diesem Film, der durch seinen überaus eindrucksvoll behandelten Stoff, aber auch infolge des zum Ausdruck gebrachten Bestrebens, das traurige Vorurteil  der Gesellschaft gegen ledige Mütter auszumerzen, großes Interesse verdient.“